# Талах Валентин Костянтинович
Та́лах Валентин Костянтинович (5 квітня 1937, село Стовпинка — 1 жовтня 2008, місто Черкаси) — український диригент, композитор, аранжувальник, хормейстер, Заслужений артист України.

## Біографія
Народився Валентин Талах у селі Стовпинка Олевського району Житомирської області 5 квітня 1937 року. З дитинства слухав гру свого діда на скрипці, через що музика назавжди увійшла в його життя. Закінчив ремісниче училище, працював маляром. Грав на трубі в аматорському духовому оркестрі. За порадою керівника цього колективу юнак вступив до музичного училища у Житомирі. Після закінченню навчального закладу отримав спеціальність — диригент хору. У 1953—1957 роках навчався у Житомирському музичному училищі по класу кларнета (викладач Мостовий І. М.). Віддавав музиці весь свій час: відвідував концерти, цікавився творчістю композиторів-класиків. Був слухачем на зустрічах з Святославом Ріхтером, Генріхом Нейгаузом, В. Климовим.
На гастролях в одному з міст півночі оркестр залишився без диригента і Валентина Талаха рекомендували як найкращого з музикантів. З 1967 року працював завідувачем музичною частиною та диригентом Черкаського обласного музично-драматичного театру імені Т. Г. Шевченка.

## Творчість
Валентин Костянтинович Талах — відомий диригент, який вмів найглибші емоції передати помахом диригентської палички. Його професійний шлях на посаді завідувача музичною частиною та хормейстера Черкаського обласного музично-драматичного театру розпочався 1967 року. Тоді молодого спеціаліста, тодішнього диригента Житомирського театру, було запрошено на посаду диригента з метою створення нового оркестру та вдосконалення ролі музичної частини в цілому. Як наслідок, незабаром в театрі з'явився злагоджений колектив оркестру, група солістів-вокалістів, а акторська трупа склала достатньо досконалий для обласного театру хор. У репертуарі театру з'явились нові музичні вистави: опера «Катерина» Миколи Аркаса, «Запорожець за Дунаєм» Семена Гулака-Артемовського, музичні драми «У неділю рано...» Віталія Кирейка, «Циганка Аза» та «Ніч під Івана Купала» Михайла Старицького, оперети «Севастопольський вальс» Костянтина Листова, «Біла акція» Василя Соловйова-Сєдого, «Біла ніч» Тихона Хрєнникова та інші.
Валентин Талах писав власну музику до драматичних вистав, його самобутньою манерою сповнені обробки народних мелодій, пісні на слова молодих черкаських поетів. Успішною стає діяльність Талаха як театрального музиканта і хормейстера театру, який знав його особливості і органічно адаптовував музику до сценічного дійства. Він умів висловлювати свої емоції за допомогою свого інструменту — диригентської палички та оркестру. Колеги згадують, що, коли він ставав за диригентський пульт, від нього йшла внутрішня концентрація, впевненість та твердість духу. Валентин Костянтинович проявив себе не тільки як прекрасний диригент, але і як композитор. Ним написано близько 40 клавірів до різножанрових вистав театру, серед них — «Емілія Галотті» Готгольда Лессінга, «Недоросток» Дениса Фонвізіна, «За двома зайцями» Михайла Старицького та інші. Справжнім явищем стала постановка в Черкаському музично-драматичному театрі вистави «Кайдашева сім'я» за п'єсою Івана Нечуя-Левицького, оздоблена обробками українських пісень. По-новому зазвучали зі сцени театру «Маріца» та «Сільва» Імре Кальмана, «Циганський барон» Йогана Штрауса.
За 10 років керівництва оркестром створено 3 концертні програми, далеко за межами Черкащини відомий хор ветеранів Другої світової війни Будинку офіцерів. Разом з поетом Миколою Шапошником був створений самобутній гурт козачої пісні «Козак Мамай», який презентував українську пісню за кордоном. Крім музики до театральних вистав, Валентин Костянтинович писав й пісні. Одна з них — «Черкаси» — вже багато років є Гімном міста. Навіть на його могилі викарбувана мелодія улюбленої «Сільви». Діти та онуки продовжують справу, почату талановитим диригентом. Син Костянтин, онуки Володимир та Олександр стали піаністами, лауреатами Міжнародних конкурсів.

### Твори
Як композитор написав музику до вистав:
- «Тарас Шевченко» А.Малишка (1970),
- «Емілія Галотти» Г.Лессінга (1975),
- «Наталка» Д.Фонвізіна (1978),
- «Дикий Ангел» О.Коломійця (1978),
- «Дуенья» Р. Б. Шерідана (1992),
- «Останній бродяга» Р.Вівіані (1993),
- «Витівки Скапена» Ж. Б. Мольєра (1996).
- Музика до гімну міста Черкаси.

Музичні спектаклі під орудою В. Талаха:
- «Під чорною маскою» Людмила Лядова (1972),
- «Роза вітрів» Борис Мокроусов (1973),
- «Весілля в Малинівці»  С. Гулака-Артемовський (1974),
- «Жіночий бунт» Євген Птічкін (1978),
- оперети — «Маріца» Імре Кальмана (1980),
- «Циганський барон» Йоган Штраус (1982).
- «Кайдашева сім'я» Іван Нечуя-Левицький (1988)
- «Оперета, оперета…».
- «Ніч під Івана Купала»,
- «Назар Стодоля»,
- «За двома зайцями».